# Ordinatio imperii
L'Ordinatio Imperii o Costituzione dell'impero è un editto che Ludovico il Pio, figlio di Carlo Magno, proclamò nel luglio 817. Alla morte del padre nell'814 Ludovico fu circondato da consiglieri ecclesiastici che lo convinsero della necessità di modificare la modalità di successione  alla corona dell'impero franco. Infatti fino a quel momento l'imperatore aveva diviso i territori dell'impero tra i figli maschi.
Con l'Ordinatio, Ludovico proclamò l'unità dell'impero stesso e designò il primogenito Lotario come unico successore. A ciascuno degli altri figli affidò invece un regno, ma modificò poi più volte quella sua decisione provocando terribili lotte fratricide. Tra l'830 e l'835 infatti,  ci furono diversi rovesciamenti: prima Ludovico il Pio venne costretto ad abdicare dai figli. Poi ripreso il potere, tolse la carica di futuro imperatore a Lotario che venne in seguito attaccato dai fratelli Ludovico il Germanico e Pipino. Infine, nell'835 Ludovico il Pio fu riconsacrato come imperatore.